# Halmstads Rådhus AB
Halmstads Rådhus AB är ett svenskt förvaltningsbolag som agerar moderbolag för de verksamheter som Halmstads kommun har valt att driva i aktiebolagsform. Bolaget ägs helt av kommunen.

## Bolag
Källa: 
- Destination Halmstad AB (100%)
- Hallands Hamnar Halmstad AB (100%)
- Halmstads Business Incubator AB (100%)
- Halmstads Energi och Miljö AB (100%)
- Halmstads Fastighetsaktiebolag (100%)
- Halmstads Flygplats AB (100%)
- Halmstads stadsnät AB (100%)